# Armas, gérmenes y acero
Armas, gérmenes y acero: el destino de las sociedades humanas (en inglés, Guns, Germs, and Steel: The Fates of Human Societies), previamente titulado Armas, gérmenes y acero: breve historia de la humanidad en los últimos trece mil años (en inglés, Guns, Germs and Steel: A Short History of Everybody for the Last 13,000 Years) es un libro de investigación histórica escrito por el biólogo Jared Diamond, catedrático de geografía y fisiología en la Universidad de California en Los Ángeles (UCLA), en 1997. Diamond analiza el progreso de diferentes civilizaciones del mundo y propone una explicación a la apariencia de que la cultura de Europa occidental haya llegado a ser la predominante sobre las demás. El autor ganó el premio Pulitzer por el libro en 1998. Ha sido traducido a más de veinticinco idiomas.

## Contenido del libro
El libro es un intento por explicar las razones por las que las civilizaciones euroasiáticas, en general, han sobrevivido y conquistado otras y, al mismo tiempo, refutar la idea de que la hegemonía euroasiática se debe a la superioridad genética, moral o intelectual de los miembros de tales civilizaciones. Diamond alega que las diferencias de poder, y en concreto en la posesión de tecnología entre las diferentes sociedades humanas, tienen su origen en las diferentes condiciones ambientales que son amplificadas por ciertos mecanismos de retroalimentación y que, si algunas diferencias culturales o genéticas han favorecido a los europeos y asiáticos (por ejemplo, el gobierno centralizado de China o la resistencia de los europeos a las enfermedades infecciosas), ellas mismas fueron generadas por la influencia del ambiente geográfico. 
Así, el libro intenta explicar, principalmente con base en factores biogeográficos, por qué los europeos gozaron de tal superioridad tecnológica y militar y por qué las enfermedades que aportaron los europeos —a las que se habían hecho resistentes— devastaron y diezmaron a las poblaciones conquistadas.

### Título del libro
De acuerdo con el autor, un título alternativo pudo haber sido «Una corta historia sobre todos nosotros durante los últimos 13 000 años». Sin embargo, el libro no es simplemente una descripción del pasado por lo que el título final terminó siendo una referencia a los medios mediante los cuales las naciones europeas conquistaron poblaciones de otras áreas y mantuvieron su dominio, aun cuando, en muchos casos, estaban en una gran desventaja numérica. Dicho de otra manera, el título «armas, gérmenes y acero» alude a las causas intermedias y más obvias de la dominación, no obstante, la tesis principal por el cual el poder empezó a decantarse a unas zonas se explica mediante las causas mayores o últimas que, según Diamond, no son tan obvias para la mayoría de los historiadores.

### Estructura del libro
Diamond estructuró el libro en cuatro apartados.  El primer apartado, del capítulo primero al tercero, trata desde los orígenes de la humanidad, el modelo de la diversidad cultural polinesia como ejemplo de sus tesis y las causas inmediatas del dominio europeo, ejemplificando el caso de la conquista de Cajamarca. El segundo apartado, del capítulo cuarto al décimo, trata sobre aquellas causas mayores o últimas y que terminan siendo los factores biogeográficos y tesis centrales del libro, como la orientación de los ejes continentales, la agricultura y la domesticación de los grandes mamíferos. El tercer apartado, del capítulo undécimo al decimocuarto, trata sobre las causas intermedias, aquellas que conectan las causas últimas con las inmediatas, como el origen de la escritura, la tecnología, origen de las enfermedades y la sociedad estructurada más allá de una sociedad agraria simple. El último apartado, del capítulo decimoquinto en adelante, trata sobre el estudio de sus tesis mediante la ejemplificación de la evolución de distintas sociedades y un epílogo final donde se las compara con la sociedad occidental, para entender por qué esta ha logrado ejercer su dominio.

### Factores biogeográficos
Son los factores que Diamond llama causas últimas. Comprenden la agricultura incipiente, las domesticaciones y la disposición de los ejes continentales. Son considerados por otros investigadores como las tres principales tesis de las que deriva su marco teórico.

#### Agricultura y ejes continentales
De partida, entre el 8500 y el 7500 a. C., el Creciente Fértil, China y Nueva Guinea fueron las primeras regiones en donde se desarrolló la agricultura. No obstante, Diamond aclara que el estancamiento tecnológico de Nueva Guinea a partir de ese entonces se debe a que las plantas tenían una menor concentración calórica y proteica o a que su técnica de cultivo eran menos eficientes que, por ejemplo, las técnicas de cultivo de trigo en el Creciente Fértil o de arroz en China. Además, en Nueva Guinea no había grandes mamíferos para ser utilizados como animales de labranza.
Así pues, la tesis principal del autor es que Eurasia, por su mayor extensión en su eje horizontal (este-oeste), contenía la mayor variedad de especies vegetales y animales susceptibles a ser domesticadas. Así mismo, el eje este-oeste de Eurasia otorga una mayor uniformidad climática, permitiendo una rápida expansión de la agricultura y los saberes. Este no fue el caso en América y África, pues la mayor extensión en esos continentes son en los ejes verticales (norte-sur). En la antigüedad, mientras el ritmo de difusión de la agricultura en América era menor de 0,5 kilómetros por año, en Eurasia este ritmo iba del kilómetro por año a los 5 kilómetros por año.
| |
| Zonas que están comprobadas como origen y evolución independiente del cultivo son Creciente Fértil en 8500 a. C., China en 7500 a. C., Mesoamérica en 3500 a. C., Los Andes y Amazonia en 3500 a. C. y Cuenca del Misisipi en 2500 a. C. y muy seguramente en Nueva Guinea durante 7500 a. C. Están por verificarse áreas como el Sahel en 5000 a. C., África occidental en 3000 a. C. y Etiopía (fecha desconocida). |

| |
| Principales ejes continentales según Diamond. A diferencia de África y América, el eje euroasiático principal es horizontal. lo que propició una más rápida difusión e intercambio de la agricultura, la ganadería y los saberes. |

#### Ganadería y enfermedades

Bajo las tesis de Diamond resulta más fácil entender la razón por el cual en el Creciente Fértil surgieron las civilizaciones más antiguas, como Mesopotamia y Egipto.

En Eurasia la existencia de los grandes mamíferos domesticables permitió un mayor aporte de alimentos ricos en proteínas, movilidad y fuerza de trabajo y labranza, lo que supuso una clara ventaja frente a aquellas sociedades que no tenían ganado en otros continentes.   La importancia de los grandes mamíferos domesticables sobre los otros animales domesticables de menor tamaño es que,  además de servir de fuente alimenticia,  también servían como transportación, acarreo y labranza,  facilitando muchas de las tareas pesadas que requieren una mayor movilidad y fuerza. Trece de los catorce grandes mamíferos domesticados, es decir, todos excepto la llama, habitaban Eurasia.  Así mismo, cuatro de los más importantes, como las cabras, ovejas, cerdos y bovinos confluían en Asia Occidental, resultando más obvio a los ojos la existencia del Creciente Fértil y la aparición de las primeras civilizaciones en esa región. 
Ninguno de los catorce grandes mamíferos provienen de África Subsahariana pues, aunque ahí existe una superabundancia de mamíferos como las cebras, bóvidos o antílopes, estos tienen un temperamento diferente, acondicionado a huir o agredir a los mamíferos depredadores, o bien, como el caso del elefante, su gestación es de crías únicas y de periodos de desarrollo, crianza y madurez sexual muy largos. De acuerdo al Principio de Ana Karenina, la existencia estos factores negativos hacen a estos animales poco aptos para la domesticación.
La convivencia estrecha con el ganado dio lugar, en las sociedades ganaderas, a la exposición a gérmenes de origen animal por parte del ser humano, y la mayor densidad demográfica produjo que estos gérmenes pudieran atacar a  poblaciones humanas ocasionalmente, incluso adquiriendo el carácter de epidemias. Con el tiempo, las sociedades euroasiáticas llegaron a inmunizarse relativamente contra esos gérmenes. De hecho, fueron las epidemias de enfermedades como la viruela, el sarampión, la tuberculosis, la gripe y otras, un factor decisivo en el dominio de los occidentales sobre poblaciones no expuestas con anterioridad a estos gérmenes y por tanto no inmunes, como los indígenas americanos antes de 1492.
|                                                                            |
| Cerdo (omnívoro), domesticado en Eurasia en 8000 a. C. Gripe y tos ferina. |

| |
| Vaca (herbívoro), domesticado en Eurasia en 6000 a. C. Sarampión, tuberculosis de los mamíferos y viruela. |

|                                                                 |
| Oveja (herbívoro), domesticado en Asia Occidental en 8000 a. C. |

|                                                                 |
| Cabra (herbívoro), domesticado en Asia Occidental en 8000 a. C. |

|                                                       |
| Asno (herbívoro), domesticado en Egipto en 4000 a. C. |

|                                                           |
| Caballo (herbívoro), domesticado en Ucrania en 4000 a. C. |

|                                                             |
| Dromedario (herbívoro). domesticado en Arabia en 2500 a. C. |

|                                                                          |
| Camello bactriano (herbívoro), domesticado en Asia Central en 2500 a. C. |

|                                                                                       |
| Búfalo acuático (herbívoro), domesticado en el sureste asiático y China en 4000 a. C. |

|                                                                              |
| Yak (herbívoro), Tíbet e Himalayas, se desconoce fecha domesticación exacta. |

|                                                                                    |
| Banteng (herbívoro), sudeste asiático, se desconoce fecha de domesticación exacta. |

|                                                                                 |
| Gaur (herbívoro), India y Birmania, se desconoce fecha de domesticación exacta. |

|                                                                                      |
| Reno y caribú (herbívoros), tundra y taiga del hemisferio norte, se desconoce fecha. |

|                                                                      |
| Llama y alpaca (herbívoros), domesticado en Sudamérica en 3500 a. C. |

### Esquema histórico de dominación

#### Dominio euroasiático en el mundo
Diamond señala que casi todos los logros de las sociedades humanas (científicos, artísticos, arquitectónicos, políticos y otros) han ocurrido en el continente euroasiático, mientras que las sociedades en otros continentes (África subsahariana, América, y Australia) han sido conquistadas, desplazadas, o, en casos extremos (como ocurrió con los indígenas de América, Australia y Sudáfrica), fueron completamente exterminadas por fuerzas militares y políticas de las sociedades euroasiáticas. Estas ventajas tienen su origen en el dominio temprano de la agricultura poco después de la última glaciación. Jared Diamond propone explicaciones para las diferencias tan drásticas en la distribución tanto de poder como de tecnología entre las distintas civilizaciones de la historia.

#### Dominio europeo sobre otras civilizaciones euroasiáticas
Así mismo, dentro de Eurasia hay otros factores por el cual occidente finalmente aventajó a otras civilizaciones como las semíticas (Creciente Fértil) China e India. En el caso de las sociedades semíticas fue la devastación ecológica del Creciente Fértil que favoreció mayores condiciones desérticas y drásticas,  trasladándose el eje del poder paulatinamente al oeste, a Europa, con el paso de los milenios desde tiempos de Alejandro Magno. El dominio de occidente sobre India y China fue por su nivel de pluralismo social, que en el caso de Europa fue intermedio, es decir,  no fue ni tan plural, como India,  donde se impidió la rápida transmisión de saberes, ni tan homogéneo, como la sociedad China, donde decisiones centrales importantes afectarían el desarrollo y porvenir del resto de la sociedad (inmovilismo cultural chino). Para Diamond este pluralismo cultural también tiene una explicación última biogeográfica pues la geografía de China y su litoral es más suave y homogénea que la geografía recortada Europea.
| |
| La India tiene un nivel de estratos sociales, nacionalidades y pluralismo muy diverso. El nivel de entendimiento y su conexión fueron difíciles debido a esta pluralidad. |

| |
| Europa tiene un nivel intermedio de pluralismo y su geografía es muy recortada. El nivel de pluralidad intermedio fue el que provocará que occidente aventajaría a China e India. |

| |
| China desde la dinastía Han presenta un nivel de uniformidad territorial y cultural constante. Las decisiones centralizadas afectaron al resto de su sociedad. |

#### Potencias mundiales modernas

Territorios colonizados por potencias europeas, los Estados Unidos y Japón desde 1492

Para Diamond las potencias mundiales modernas no resultan una anomalía pues, potencias como Japón, Estados Unidos, Australia o Brasil, son descendientes directos de las culturas euroasiáticas y, por lo tanto, ya cuentan con un amplio legado y una larga historia del conocimiento de la escritura, la maquinaria de metal y del gobierno central.  El cultivo del arroz, los metales, la escritura y la domesticación del cerdo fueron introducidos a Japón desde el resto de Asia muy probablemente por inmigrantes de la península coreana desde el año 400 a. C.  Japón tiene el clima templado más húmedo del mundo siendo muy apto para la agricultura intensiva de arroz de regadío. Por otro lado, en el caso estadounidense, la cuenca del Misisipi y el Medio Oeste de los Estados Unidos es una de las regiones planetarias más productivas de plantas y ganado provenientes de Europa, situación que, además del relativo aislamiento geográfico con respecto a otras potencias euroasiaticas, ha propiciado que sea la primera potencia mundial. No obstante, en el nuevo milenio ha existido una nueva emergencia de viejas potencias euroasiáticas, como la India y China, esto basado en su numerosa mano de obra.

## Comprobación de las tesis de Diamond
El marco teórico de Diamond se fundamenta en tres tesis: la presencia de grandes mamíferos domesticables, la susceptibilidad de las plantas locales para ser desarrolladas para la agricultura y la influencia de la orientación del eje mayor continental para la facilidad de la dispersión cultural y técnica. De los dos primeros es más fácil obtener pruebas mediante hallazgos paleontológicos, arqueológicos y de concentración de poblaciones de seres vivos. No obstante, de la tesis sobre los ejes continentales es más difícil obtener pruebas, pues solo existen tres ejemplos de continentes de tamaño considerable, es decir, muy pocas muestras como para hacer una estadística robusta y confiable. Sin embargo, una hipótesis derivada sería encontrar una mayor diversidad lingüística en aquellos continentes con el eje norte-sur más grande, siendo esto comprobado estadísticamente en un estudio del PNAS durante el año 2012.

## Premio
- 1998 - Premio Pulitzer a Jared Diamond por Armas, gérmenes y acero.

## Críticas
Las tesis de Diamond han sido calificadas de simplistas y reduccionistas, pues subordinan todo el acontecer humano y su historia únicamente al determinismo ambiental y geográfico. Para autores como Niall Ferguson o Samuel P. Huntington, el dominio occidental se debe no solo al factor geográfico sino también a ideologías propias derivadas de la ilustración como la democracia, la ética laboral, la ciencia y el consumismo. Por otro lado, después del imperio de Alejandro Magno el poder no pasó irrevocablemente del Creciente Fértil a Europa pues, tras la caída del Imperio romano, en Medio Oriente y Anatolia surgieron civilizaciones que todavía fueron más poderosas en aspectos técnicos y culturales que el Occidente del Medioevo, como las civilizaciones bizantina e islámicas (califatos abasí y omeya).